# Chitkul
Chitkul es una ciudad censal situada en el distrito de Sangareddy en el estado de Telangana (India). Su población es de 5596 habitantes (2011). 

## Demografía
Según el censo de 2011 la población de Chitkul era de 5596 habitantes, de los cuales 2837 eran hombres y 2759 eran mujeres. Chitkul tiene una tasa media de alfabetización del 69,15%, superior a la media estatal del 67,02%: la alfabetización masculina es del 78,04%, y la alfabetización femenina del 59,99%.